# Оксановка (Акмолинская область)
Окса́новка (каз. Оксановка) — село в Астраханском районе Акмолинской области Казахстана. Входит в состав Кызылжарского сельского округа. Код КАТО — 113645400.

## География
Село расположено на берегу реки Колутон, в северо-восточной части района, на расстоянии примерно 37 километров (по прямой) к северо-востоку от административного центра района — села Астраханка, в 13 километрах к востоку от административного центра сельского округа — села Жана-Турмыс.
Абсолютная высота — 298 метров над уровнем моря.
Климат холодно-умеренный, с хорошей влажностью. Среднегодовая температура воздуха положительная и составляет около +4,2°С. Среднемесячная температура воздуха в июле достигает +20,5°С. Среднемесячная температура января составляет около -14,4°С. Среднегодовое количество осадков составляет около 395 мм. Основная часть осадков выпадает в период с июня по июль.
Ближайшие населённые пункты: село Пригородное — на востоке.
Западнее села (в 11 километрах) проходит автомобильная дорога областного значения — КС-1 «Жалтыр — Макинск».

## Население
В 1989 году население села составляло 658 человек (из них немцы — 47 %, украинцы — 29 %).
В 1999 году население села составляло 575 человек (296 мужчин и 279 женщин). По данным переписи 2009 года, в селе проживали 363 человека (185 мужчин и 178 женщин).
| Численность населения | Численность населения | Численность населения |
| 1989                  | 1999                  | 2009                  |
| --------------------- | --------------------- | --------------------- |
| 658                   | ↘575                  | ↘363                  |

## Улицы
- ул. Достык[6]